# Vikingerne, deres Forfædre og Efterkommere
|  | Denne artikel er oprettet af botten PalnaBot ud fra en ekstern database. Den kan derfor have sproglige fejl eller mangler. Denne skabelon kan fjernes efter kontrol af indholdet. |

Vikingerne, deres Forfædre og Efterkommere er en dokumentarfilm fra 1937 instrueret af A.W. Sandberg efter manuskript af Einar Dessau.

## Handling
Danmarkshistorien fra sidste istid til 1937 - med tørsten som ledemotiv. Med en række rekonstruktioner.